# Alonso Gerardo Garza Treviño
Alonso Gerardo Garza Treviño (* 20. Dezember 1947 in Monterrey) ist ein mexikanischer Geistlicher und emeritierter römisch-katholischer Bischof von Piedras Negras.

## Leben
Alonso Gerardo Garza Treviño empfing am 26. Oktober 1972 das Sakrament der Priesterweihe für das Erzbistum Monterrey.
Am 8. Januar 2003 ernannte ihn Papst Johannes Paul II. zum ersten Bischof des neugegründeten Bistums Piedras Negras. Der emeritierte Erzbischof von Monterrey, Adolfo Antonio Kardinal Suárez Rivera, spendete ihm am 25. März desselben Jahres die Bischofsweihe; Mitkonsekratoren waren der Apostolische Nuntius in Mexiko, Erzbischof Giuseppe Bertello, und der Bischof von Saltillo, José Raúl Vera López OP.
Am 8. Juni 2024 nahm Papst Franziskus seinen altersbedingten Rücktritt an.